# Cymophorus fluctiger
Cymophorus fluctiger är en skalbaggsart som beskrevs av Hermann Rudolph Schaum 1844. Cymophorus fluctiger ingår i släktet Cymophorus och familjen Cetoniidae. Inga underarter finns listade i Catalogue of Life.